# Manny Pacquiao
Emmanuel Dapidran Pacquiao (udtales /ˈpækjaʊ/, /pa'kjaw/ på cebuano og tagalog; født 17. december 1978), kendt som Manny Pacquiao og "Pacman", er en filippinsk professionel bokser. Han har vundet 10 VM-bælter i otte forskellige vægtklasser (fluevægt, super-bantamvægt, fjervægt, super-fjervægt, letvægt, letweltervægt, weltervægt og letmellemvægt. Han er den første bokser til at vinde det såkaldte linealmesterskab i fire forskellige vægtklasser.
Manny Pacquiao mistede sin sidste VM-titel, da han den 6. juni 2012 tabte på point til Timothy Bradley i en VM-kamp om WBO-version af weltervægt-titlen. I december 2012 blev Pacquiao stoppet af Juan Manuel Márquez, men Pacquiao opnåede succesfuldt comeback, da han den 23. november 2013 besejrede Brandon Ríos. 
Manny Pacquiao blev ved valget til Philipinernes senat i 2010 valgt ind som medlem af Filipinernes senat og blev ved valget i 2013 valgt uden modkandidat i valgkredsen.
I september 2021 annoncerede Manny Pacquiao sit kandidatur til præsidentvalget i 2022.